# 참조를 통한 결합
참조를 통한 결합(Incorporation by reference)은 한 문서에 다른 문서로 참조할 것을 표기함으로써 다른 문서의 내용을 원문서에 결합시키는 것을 말한다. 계약법이나 유언법, 신탁법에서 쓰이는 방식이다. 
유언법에서는 다른 문서를 확실히 지칭하고 있고 다른 문서라고 혼돈이 없을 때 참조를 통한 결합을 인정하고 있다. 

## 요건
- 참조를 하는 문서는 유효할 필요는 없다

## 참고 문헌
- 명순구, 현대미국신탁법, 세창출판사, 2005 ISBN 9788984111240
- 임채웅 역, 미국신탁법 : 유언과 신탁에 대한 새로운 이해, 박영사, 2011  ISBN 9788964546284